# ATT Investments
Das Team ATT Investments ist ein tschechisches Radsportteam mit Sitz in Prag.

## Organisation und Geschichte
Das Team wurde 2011 gegründet, seit der Saison 2020 ist das Team im Besitz einer Lizenz als UCI Continental Team. Hauptsponsor und Namensgeber ist seit 2021 die gleichnamige Investmentgruppe ATT Investments CZ. Das Team hatte als Projekt zunächst das Ziel, U23-Fahrer auf dem Weg in die Elite zu unterstützen und zu fördern. Haupteinsatzgebiet sind die ost- und südosteuropäischen Rennen der UCI Europe Tour. 2023 und 2024 konnten die Fahrer des Teams jeweils zehn Siege erringen.
Nachdem das Team 2024 das sechstbeste europäische Continental Team in der UCI-Rangliste war, strebt das Management für 2025 den ersten Platz an. Dazu erfuhr das Team einen erheblichen Umbau. Von den 18 Fahrern des Teams sind 11 Neuverpflichtungen, die neben Tschechien aus den Nachbarländern Polen, Slowakei und Ungarn kommen. Der Kader ist so aufgestellt, dass das Team an zwei parallelen Renprogrammen teilnehmen kann. Zudem konnten für die sportliche Leitung Otokar Fiala vom nationalen Konkurrenten Elkov-Kasper und Juraj Sagan vom Team Pierre Baguette Cycling gewonnen werden.

## Saison 2025
Mannschaft
| Teamkader 2025          | Teamkader 2025    | Teamkader 2025 | Teamkader 2025                             |
| Name                    | Geburtsdatum      | Land           | Vorheriges Team                            |
| ----------------------- | ----------------- | -------------- | ------------------------------------------ |
| Alan Banaszek           | 30. Oktober 1997  | Polen          | Mazowsze Serce Polski (2024)               |
| Norbert Banaszek        | 18. Juni 1997     | Polen          | Mazowsze Serce Polski (2024)               |
| Martin Bárta            | 22. Mai 2005      | Tschechien     | Lotto Kern-Haus PSD Bank (2024)            |
| Jan Bittner             | 23. Juni 2005     | Tschechien     |                                            |
| Marceli Bogusławski     | 7. September 1997 | Polen          | Alpecin-Deceuninck Development Team (2024) |
| Marcin Budziński        | 24. April 1998    | Polen          | Mazowsze Serce Polski (2024)               |
| Dominik Dunár           | 30. August 2005   | Slowakei       | Willebrord Wil Vooruit (2023)              |
| Matyáš Fiala            | 15. März 2003     | Tschechien     |                                            |
| Michael Kukrle          | 17. November 1994 | Tschechien     | Felt Felbermayr (2024)                     |
| Alberto Monti           | 23. Februar 2004  | Tschechien     |                                            |
| Dominik Neuman          | 23. Oktober 1995  | Tschechien     | Elkov-Kasper (2023)                        |
| Barnabás Peák           | 29. November 1998 | Ungarn         | Adria Mobil (2024)                         |
| Piotr Pękala            | 4. August 1998    | Polen          | Santic-Wibatech (2024)                     |
| Jiří Pospíšil           | 11. Juli 2005     | Tschechien     | AC Sparta Praha (2024)                     |
| Filip Řeha              | 12. März 2001     | Tschechien     | Elkov-Kasper (2023)                        |
| Jakub Říman             | 23. November 2000 | Tschechien     | Pierre Baguette Cycling (2024)             |
| Daniel Turek            | 19. Januar 1993   | Tschechien     | Felbermayr Simplon Wels (2022)             |
| Šimon Vaníček           | 1. Oktober 1999   | Tschechien     |                                            |
| Martin Voltr            | 27. Dezember 2001 | Tschechien     | Pierre Baguette Cycling (2024)             |
|                         |                   |                |                                            |
| Quelle: ProCyclingStats |                   |                |                                            |

Erfolge
| Siege | Siege  | Siege | Siege  | Siege  | Siege |
| Datum | Rennen | Staat | Klasse | Sieger |       |
| ----- | ------ | ----- | ------ | ------ | ----- |

## Erfolge als UCI Continental Team
| Rennserie                 | 2020 | 2021 | 2022 | 2023 | 2024 |
| ------------------------- | ---- | ---- | ---- | ---- | ---- |
| UCI ProSeries             | -    | -    | -    | -    | -    |
| UCI Continental Circuits  | 1    | -    | 3    | 7    | 8    |
| nationale Meisterschaften | 1    | -    | 1    | 3    | 2    |

## Platzierungen in der UCI-Weltrangliste
| World Ranking | World Ranking | World Ranking        | World Ranking |
| Jahr          | Teamwertung   | Einzelwertung        |               |
| ------------- | ------------- | -------------------- | ------------- |
| 2020          | 60.           | Vojtěch Řepa (220. ) |               |
| 2021          | 77.           | Tomáš Bárta (544. )  |               |
| 2022          | 59.           | Tomáš Bárta (352. )  |               |
| 2023          | 40.           | Jakub Otruba (265. ) |               |
| 2024          | 43.           | Márton Dina (306. )  |               |
|               |               |                      |               |
| Quelle: UCI   |               |                      |               |